# Bliedersdorf
Bliedersdorf è un comune di 1.687 abitanti della Bassa Sassonia, in Germania.
Appartiene al circondario (Landkreis) di Stade (targa STD) ed è parte della comunità amministrativa (Samtgemeinde) di Horneburg.